# Majkop (kurhan)

Pamiątkowy obelisk w miejscu dawnego kurhanu

Majkop, także Oszad (ros. Ошад) – kurhan, znajdujący się niegdyś w Majkopie na Kubaniu, w rosyjskiej republice Adygeja. Datowany na 3700-3400 rok p.n.e., związany jest z kulturą majkopską.
Kurhan został odkryty w 1897 roku przez rosyjskiego archeologa Nikołaja Wiesiełowskiego. Wysoki na 11 metrów, o średnicy 100 metrów, przykrywał jamę grobową o wymiarach 5,3×3,8 m i głębokości 1,5 m, otoczoną drewnianą ścianą i podzieloną na dwie komory. W komorze południowej znajdował się pochówek szkieletowy, złożony w pozycji skurczonej z głową zwróconą w kierunku południowo-zachodnim i pokryty ochrą. Na czaszce zmarłego nałożono dwa złote diademy, 5 złotych kółek, 2 kółka ze złotego drutu oraz złote guzy. Wokół szkieletu odnaleziono ponad sto złotych blaszek z aplikowanymi wizerunkami zwierząt i motywami geometrycznymi, ażurowe kółka ze srebra i złota, złote zausznice i guzy, paciorki z turkusu, karneolu i złota. Z prawej strony ułożono 6 wykonanych ze złota i srebra rurek o długości 1,13 m z nasadzonymi figurkami byków, będących prawdopodobnie żerdziami do rozpostartego niegdyś nad grobem baldachimu. Obok kolan zmarłego ułożono kołczan ze strzałami. Pod wschodnią ścianą komory ustawiono 14 naczyń ze srebra, 2 ze złota i 1 kamienne ze złotym okuciem szyjki i pokrywą, zaś naprzeciw nich 8 naczyń glinianych i srebrne kółka. W południowo-wschodnim narożniku znaleziono przewierconą osełkę, zielony kamień w złotej oprawie, kamienną siekierę oraz narzędzia miedziane: siekierę, motykę, topór, nóż, 2 dłuta.
W północnej części jamy grobowej, podzielonej na dwie mierze komory, ulokowane były pochówki kobiece, również skurczone na boku i posypane ochrą. Przy szkielecie w komorze wschodniej znaleziono 2 zausznice ze złotego drutu wysadzane paciorkami z karneolu oraz naczynia miedziane: misę, wiadro, dzbanek i kocioł. W komorze zachodniej pochówkowi towarzyszyły paciorki ze złota i karneolu oraz glinianie naczynie.